# Pokrzywno, Tỉnh West Pomeranian
Pokrzywno [pɔˈkʂɨvnɔ] là một khu định cư ở quận hành chính của Gmina Polanów, trong Koszaliński, Zachodniopomorskie, ở tây bắc Ba Lan.
Trước năm 1945, khu vực này là một phần của Đức. Đối với lịch sử của khu vực, xem Lịch sử của Pomerania.